# فتنة الوهابية (كتاب)
فتنة الوهابية هو كتاب من تأليف أحمد زيني دحلان — مفتي الشافعية بمكة في أواخر السلطنة العثمانية — المتوفى سنة (1304هـ)، يروي الكتاب ما يُسميه «فظاعات الوهابيين» ويتهمهم بعدة اتهامات منها: «ارتكاب مجازر بحق الأطفال والنساء والنهب والسلب، وحرق مكتبة مكة التي كان بها كتب من عهد الرسول محمد كتبت على الجلود، وتبرير من يريدون قتلهم برميهم بالشرك الأكبر» ويستخدم الكتاب نظرية المؤامرة، حيث يقول أن الوهابية تعاونوا مع الإنجليز، ويحكم دحلان على الوهابية بأنهم خوارج العصر الذين قصدهم الرسول ويُسميهم بكلاب النار، ويدعي إجماع علماء المذاهب الأربعة على ذلك.

## نبذة عن المؤلف
هو أحمد بن زين بن أحمد دحلان، فقيه، مؤرخ، ومفتي الشافعية بمكة، وشيخ الإسلام. ولد بمكة سنة 1231هـ وتوفي بالمدينة في المحرم سنة 1304هـ. له مؤلفات كثيرة مطبوعة متداولة منها: الدرر السنية في الرد على الوهابية، وخلاصة الكلام في بيان أمراء البلد الحرام، والفتوحات الإسلامية بعد مضي الفتوحات النبوية، وغير ذلك.